# Papa (film fra 2004)
 For alternative betydninger, se Papa. (Se også artikler, som begynder med Papa)
Papa (russisk: Папа) er en russisk spillefilm fra 2004 af Vladimir Masjkov.

## Medvirkende
- Vladimir Masjkov som Abraham Schwartz
- Jegor Beroev som David
- Andrej Rozendent
- Olga Krasko som Tanja
- Lidija Pakhomova